# 哈特蘭 (康乃狄克州)
哈特蘭（英語：Hartland）是一個位於美國康乃狄克州哈特福縣的城鎮。

## 地理
哈特蘭的座標為42°00′18″N 72°56′53″W / 42.00500°N 72.94806°W，而該地的平均海拔高度為162米（即531英尺）。

## 人口
根據2010年美國人口普查的數據，哈特蘭的面積為89.60平方千米，當中陸地面積為85.70平方千米，而水域面積為3.90平方千米。當地共有人口2,114人，而人口密度為每平方千米23人。